# Csótnémeti
Csótnémeti (horvátul: Nijemci) falu és község Horvátországban Vukovár-Szerém megyében. 

## Fekvése
Vukovártól légvonalban 23, közúton 26 km-re délre, a Nyugat-Szerémségben, a Báza partján fekszik.

## A község települései
A községhez Halápfalva (Apševci), Forró (Banovci), Petyke (Donje Novo Selo), Gyelétfalva (Đeletovci), Felsőlipóc (Lipovac), Csótnémeti, Szentlőrincváralja (Podgrađe),  és Bánóc (Vinkovački Banovci) települések tartoznak.

## Története
A település története a bronzkorig nyúlik vissza. 2005-ben az A3-as autópálya Zsupanya-Lipovac szakaszának építését megelőző leletmentő feltárások során a Vatya-kultúra településének maradványai kerültek itt elő. Ugyancsak ezen feltárások erősítették meg a korábbi terepbejárásnál már regisztrált vaskori települések létét, melyek a Hallstatti kultúrához és a La Tène-kultúrához tartoztak.
A középkori Németi első írásos említése 1437-ben történt nemesi névben Zsigmond király oklevelében, ahol egy olyan perben ítélkezik, melyben az egyik fél Nempthy István volt. 1443-ban már mezővárosként „Oppidum Nemethy” néven találjuk abban az oklevélben, melyben a birtokos Tamásiak révén a Héderváriakat is beiktatják részeinek birtokába. Birtokosai a Lorántfiak, a Tamásiak és a Héderváriak voltak. A középkorban vámszedőhely is volt. Neve összekapcsolódik a német népnévvel, de ennek pontos oka nem ismert. A helyi horvátok körében egy legenda terjedt egy néma révészről, aki a Bosuton szállította át az árut és az utasokat. Eszerint róla nevezték volna el a települést először „nimak”nak. Lakói a középkorban földművelő jobbágyok és kézművesek voltak.
A török 1526-ban, Valkóvár eleste után szállta meg és 1691-ig volt török uralom alatt. Ebből a korból vannak rendkívül érdekes régészeti lelőhelyek is, amelyek felcsigázzák a kíváncsi emberek képzeletét. A falu központjában, a központi parkban mindössze egy méterrel a felszín alatt található falak és üregek vannak. Ezt a helyet minden szakszerű vizsgálat nélkül török fürdőként definiálják. A felszínről is látható árkokat néhol alagutak keresztezik. A településtől délre, a Száva folyó irányában mocsaras erdőterületek voltak, ahova a környező települések lakosai menekültek a török portyázók támadásai során. Az erdők ma is szinte ugyanazokon határokon belül léteznek, mint akkor, de a mocsár azóta már kiszáradt. Az egyházlátogatások feljegyzései alapján a 17. században Németi vallási központ is volt.
A felszabadulás után kamarai birtok, majd a vukovári uradalom része lett. Rövid ideig a Kuffstein, majd 1736-tól az Eltz család volt a birtokosa. Az első katonai felmérés térképén „Nyemcze” néven található. Lipszky János 1808-ban Budán kiadott repertóriumában „Nemcze” néven szerepel. Nagy Lajos 1829-ben kiadott művében „Nemcze” néven 257 házzal, 1293 katolikus és 22 ortodox vallású lakossal találjuk.
A településnek 1857-ben 1187, 1910-ben 2298 lakosa volt. Szerém vármegye Vinkovcei járásához tartozott. Az 1910-es népszámlálás adatai szerint lakosságának 72%-a horvát, 23%-a német, 2%-a magyar, 1%-a szerb anyanyelvű volt. A település az első világháború után az új szerb-horvát-szlovén állam, majd később (1929-ben) Jugoszlávia része lett. 1941 és 1945 a Független Horvát Államhoz tartozott, majd a szocialista Jugoszlávia fennhatósága alá került. A második világháború végén a német lakosság nagy része elmenekült a partizánok elől. Az itt maradtakat a kommunista hatóságok kollektív háborús bűnösökké nyilvánították, minden vagyonuktól megfosztották és munkatáborba zárták. Az életben maradtakat később Németországba és Ausztriába telepítették ki. 1946-ban az ország más részeiről szállítottak ide elszegényedett horvát családokat, akik megkapták az elűzött németek házait. 1991-től a független Horvátország része. 1991-ben lakosságának 97%-a horvát nemzetiségű volt. A horvátországi háború során elfoglalták a szerb csapatok, akik a nem szerb lakosságot kitelepítették, a plébániatemplomot pedig lerombolták. A lakosság csak 1997-ben térhetett haza. A falunak 2011-ben 1605 lakosa volt.

## Népessége

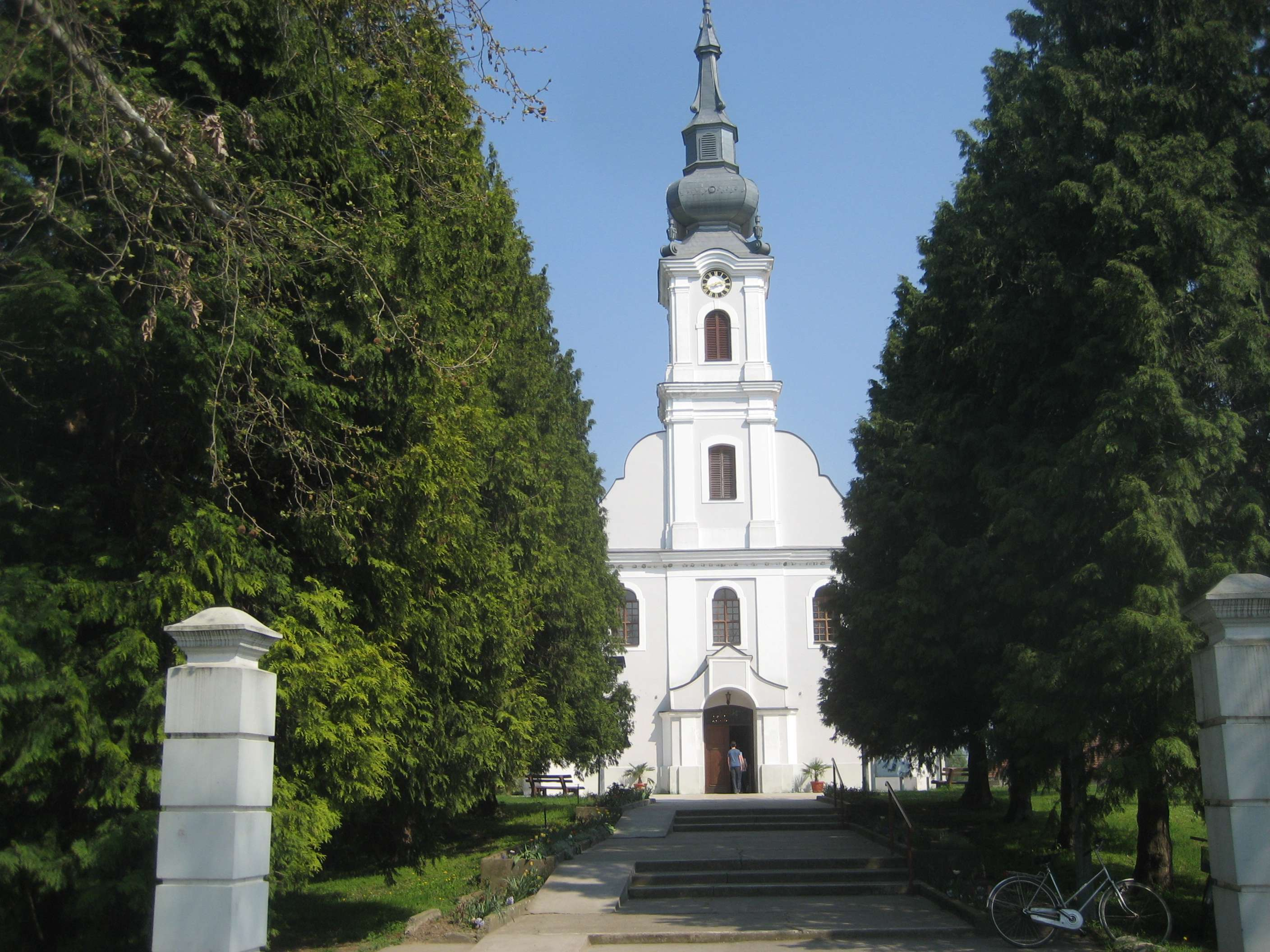
A Szent Katalin római katolikus templom

| Lakosság változása | Lakosság változása | Lakosság változása | Lakosság változása | Lakosság változása | Lakosság változása | Lakosság változása | Lakosság változása | Lakosság változása | Lakosság változása | Lakosság változása | Lakosság változása | Lakosság változása | Lakosság változása | Lakosság változása | Lakosság változása |
| ------------------ | ------------------ | ------------------ | ------------------ | ------------------ | ------------------ | ------------------ | ------------------ | ------------------ | ------------------ | ------------------ | ------------------ | ------------------ | ------------------ | ------------------ | ------------------ |
| 1857               | 1869               | 1880               | 1890               | 1900               | 1910               | 1921               | 1931               | 1948               | 1953               | 1961               | 1971               | 1981               | 1991               | 2001               | 2011               |
| 1.187              | 1.209              | 1.402              | 1.727              | 2.373              | 2.298              | 2.414              | 2.405              | 2.717              | 3.038              | 3.077              | 2.800              | 2.412              | 2.171              | 1.905              | 1.605              |

## Nevezetességei
- Alexandriai Szent Katalin tiszteletére szentelt római katolikus plébániatemploma[10] középkori eredetű, már a 15. században is említik, de ennél sokkal korábbi lehet. Régészeti kutatása során román stílusú elődjének a falait is megtalálták. A jelenlegi padlószint alatt még két, korábbi réteget fedeztek fel. Az apszis előtti jobb sarokban a római épület maradványait találták. A további ásatások során a Bijelo Brdo-kultúra soros sírjait, valamint egy korábbi, monumentális épület maradványait fedezték fel. Valószínűleg az első templom építői a Lórántfi család tagjai voltak, akik akkoriban a település birtokosai voltak. A terepalakzatok alapján valószínűsíthető, hogy Gradina nevű magaslaton a Bosut partján, ahol a templom áll a történelem előtti időben egy erődítmény állhatott az azt övező várárokkal. Története során a templomot többször átépítették és megújították. A ma látható második templom a 15. század elején épülhetett gótikus stílusban. A Bijelo Brdo-kultúra temetőjét a középkor folyamán továbbra is temetőként használták. Ezen kívül feltételezhető, hogy a mai település központjában állt a középkorban Németi vára és mezővárosa. A templomot valamikor a 18. század elején barokk stílusban építették át. A horvátországi háborúban a templomot a szerbek teljesen lerombolták. A háború után előző formájában építették újjá.

- A település Pasztolális Központjában helyezték el a „Luka Natali” helytörténeti múzeumot. A múzeum nevét a pécsi püspökségnek a szerémségi és a török által megszállt területekre kinevezett általános helynökéről, a későbbi belgrádi püspökről, Luka Nataliról kapta, akinek székhelye a 17. század végén és a 18. század elején Németiben volt, és akit itt is temettek el. A múzeumban minden megtalálható a település eredetétől kezdve, a középkoron át a modernkori történelemig és a horvátországi függetlenségi háborúig. A múzeumon belül található egy „etno terem”, más néven „A nagymama szobája”, amelyet hagyományos stílusban, a múlt emlékeivel rendeztek be bemutatva, hogy régen az emberek miként éltek ezen a területen.

## Kultúra
A település fesztiválja a "Divan je kićeni Srijem" mely a szerémségi horvátokat gyűjti egybe a határ mindkét oldaláról. A rendezvény részeként a Németi Idegenforgalmi Iroda évek óta szervezi a turisztikai vásárt, ahol a kézműveseknek, a vállalkozóknak, a családi gazdaságoknak, a művészeknek és az egyesületeknek lehetőségük van kiállítani és árusítani termékeiket. 

## Oktatás
A településen nyolcosztályos általános iskola működik. Területi iskolái működnek Šidski Banovci, Đeletovci, Donje Novo Selo, Podgrađe és Apševci településeken.

## Sport
- Az NK Lovor Nijemci labdarúgóklubot 1924-ben alapították. A csapat a megyei 2. ligában szerepel.

- JK Nijemci cselgáncsklub